# Paratrichapus sechellarum
Paratrichapus sechellarum là một loài bọ cánh cứng trong họ Ciidae. Loài này được Scott miêu tả khoa học năm 1926.